# Identità di Lagrange
In algebra, l'identità di Lagrange è l'identità quadratica che coinvolge il prodotto vettoriale: 
{\displaystyle {\begin{aligned}{\biggl (}\sum _{k=1}^{n}a_{k}^{2}{\biggr )}{\biggl (}\sum _{k=1}^{n}b_{k}^{2}{\biggr )}-{\biggl (}\sum _{k=1}^{n}a_{k}b_{k}{\biggr )}^{2}&=\sum _{i=1}^{n-1}\sum _{j=i+1}^{n}(a_{i}b_{j}-a_{j}b_{i})^{2}\\&{\biggl (}={1 \over 2}\sum _{i=1}^{n}\sum _{j=1}^{n}(a_{i}b_{j}-a_{j}b_{i})^{2}{\biggr )},\end{aligned}}}
che si applica ad ogni coppia di insiemi {a1, a2, . . ., an} e {b1, b2, . . ., bn} di numeri reali o complessi (o, più generalmente, di elementi di un anello commutativo). Questa identità è una forma speciale dell'identità di Binet–Cauchy.
Per numeri reali,  l'identità si può scrivere in una notazione più compatta utilizzando il prodotto scalare, 
{\displaystyle \|{\bar {a}}\|^{2}\ \|{\bar {b}}\|^{2}-\|({\bar {a}}\cdot {\bar {b}})\|^{2}=\sum _{1\leq i<j\leq n}\left(a_{i}b_{j}-a_{j}b_{i}\right)^{2}\ ,}
dove a e b sono vettori n-dimensionali le cui componenti sono numeri reali. Questa identità può essere estesa al caso complesso, come 
{\displaystyle {\biggl (}\sum _{k=1}^{n}|a_{k}|^{2}{\biggr )}{\biggl (}\sum _{k=1}^{n}|b_{k}|^{2}{\biggr )}-{\biggl |}\sum _{k=1}^{n}a_{k}b_{k}{\biggr |}^{2}=\sum _{i=1}^{n-1}\sum _{j=i+1}^{n}|a_{i}{\overline {b}}_{j}-a_{j}{\overline {b}}_{i}|^{2}.}
Dal momento che la parte destra dell'identità  è chiaramente non-negativa, essa implica la disuguaglianza di Cauchy-Schwarz nello spazio euclideo finito-dimensionale ℝn e la sua controparte complessa ℂn.

## Identità di Lagrange e algebra esterna
Utilizzando il prodotto esterno, l'identità di Lagrange può essere scritta nel modo seguente:
{\displaystyle (a\cdot a)(b\cdot b)-(a\cdot b)^{2}=(a\wedge b)\cdot (a\wedge b).}
Quindi, può essere vista come una formula che dà la lunghezza del prodotto esterno di due vettori, che è l'area del parallelogrammo che essi delineano, in termini di prodotto scalare dei due vettori, come
{\displaystyle \|a\wedge b\|={\sqrt {(\|a\|\ \|b\|)^{2}-\|a\cdot b\|^{2}}}.}

## Identità di Lagrange e calcolo vettoriale
Nelle tre dimensioni, l'identità di Lagrange asserisce che il quadrato dell'area di un parallelogrammo nello spazio è uguale alla somma dei quadrati delle sue proiezioni all'interno del sistema di coordinamento Cartesiano. Algebricamente, se a e b sono vettori in ℝ3 di lunghezza |a| e |b|, allora l'identità di Lagrange può essere scritta in termini del prodotto vettoriale e del prodotto scalare: 
{\displaystyle \|{\bar {a}}\|^{2}\ \|{\bar {b}}\|^{2}-\|({\bar {a}}\cdot {\bar {b}})\|^{2}=|{\bar {a}}\times {\bar {b}}|^{2}.}
Usando la definizione di angolo basata sul prodotto scalare, la parte sinistra è 
{\displaystyle |{\bar {a}}|^{2}|{\bar {b}}|^{2}(1-\cos ^{2}\theta )=|{\bar {a}}|^{2}|{\bar {b}}|^{2}\sin ^{2}\theta }
dove θ è l'angolo formato dai vettori a e b. L'area del parallelogramma di lati |a| e |b| e di angolo θ si sa essere, secondo la geometria elementare,
{\displaystyle |{\bar {a}}|\,|{\bar {b}}|\,|\sin \theta |,}
allora la parte sinistra dell'identità di Lagrange è il quadrato dell'area del parallelogramma. Il prodotto vettoriale che compare nella parte destra è definito da
{\displaystyle {\bar {a}}\times {\bar {b}}=(a_{2}b_{3}-a_{3}b_{2}){\bar {i}}+(a_{3}b_{1}-a_{1}b_{3}){\bar {j}}+(a_{1}b_{2}-a_{2}b_{1}){\bar {k}}}
che è un vettore le cui componenti sono uguali in magnitudine alle aree delle proiezioni del parallelogrammo all'interno dei piani yz, zx e xy, rispettivamente.